# كهوف ميراميك
كهوف ميراميك (بالإنجليزية: Meramec Caverns)‏؛ هي مجموعة من الكهوف التي تقع في مقاطعة فرانكلين في الولايات المتحدة. اكتشفت في عام 1933.

## السياحة
تعد «كهوف ميراميك» إحدى مواقع الجذب السياحي في مقاطعة فرانكلين في ولاية ميزوري الأمريكية.